# Charles Meynier

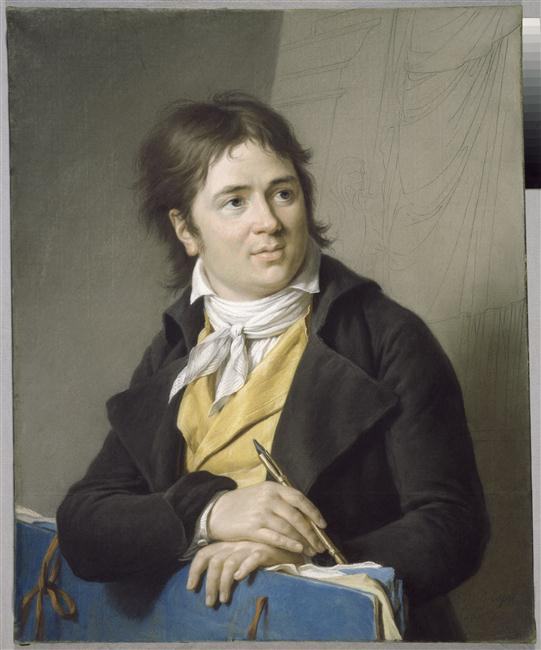
Marie-Gabrielle Capet: Porträt von Charles Meynier, 1799

Charles Meynier (* 24. November 1763 in Paris; † 6. September 1832 in Paris) war ein französischer Maler des 18. und 19. Jahrhunderts zur Zeit der napoleonischen Kriege.

## Leben und Werk
Charles Meynier wurde am 23. November 1763 in Paris geboren und am darauf folgenden Tag in der Pfarrkirche Sankt Séverin  getauft. Er stammte aus kleinbürgerlichen Verhältnissen. Sein Vater Jacques-Joseph Meynier war ein Pariser Pferdehändler. Er sah vor, Charles Meynier zum Schneider ausbilden zu lassen. Doch dieser konnte sich gegen seinen Vater durchsetzen und an eine freie Zeichenschule gehen. In dieser erst 1767 gegründeten Pariser Bildungseinrichtung erlernte er erste Grundlagen der Malerei, ehe er bei dem Kupferstecher Pierre-Philippe Choffard (1730–1809) in Lehre ging. Meynier fühlte sich weiterhin mehr der Malerei hingezogen, was sein älterer Bruder Etienne Meynier unterstützte. Als erfolgreicher Schauspieler der Comédie-Française finanzierte er die Lehre seines jüngeren Bruders im Atelier des bekannten Malers François-André Vincent (1746–1816). Spätestens im Jahre 1782 wurde Vincent zum Lehrmeister von Charles Meynier. Vincent verschaffte ihm im gleichen Jahr eine Einschreibung an der Königlichen Akademie für Malerei und Bildhauerei. An den Wohnverhältnissen änderte das nichts. Meynier lebte immer noch im Mietshaus seines Vaters.
Er gewann 1789 den zweiten Preis beim Wettbewerb Prix de Rome. Er entwarf die Reliefs des Pariser Arc de Triomphe du Carrousel. 1816 wurde er in das Institut de France gewählt, wo er (zusammen mit den Klassizisten Antoine-Jean Gros, Louis Girodet-Trioson und Carle Vernet) einen der vier neu eingeführten Sitze (Fauteuil XIII) für die Malerei-Sektion der Académie des Beaux-Arts innehatte. Eines seiner bekanntesten Gemälde stellt den Einzug Napoleons am 27. Oktober 1806 in Berlin dar.
Werke Meyniers finden sich im Pariser Louvre, im Schloss Versailles, im Musée Magnin in Dijon, im Musée de Valence und im Besitz des französischen Finanzministeriums. Eine große Retrospektive wurde 2008 gezeigt.
Auf dem Kunstmarkt wurden für seine Ölgemälde bis zu 536.000 US-Dollar bezahlt.

## Werke (Auswahl)
| Die Welt empfängt von den Kaisern Hadrian und Justinian die von Natur, Gerechtigkeit und Weisheit diktierten Gesetze (Französisch: La Terre recevant des empereurs Adrien et Justinien le code des lois romaines dictées par la Nature, la Justice et la Sagesse) (Charles Meynier) |
| Die Welt empfängt von den Kaisern Hadrian und Justinian die von Natur, Gerechtigkeit und Weisheit diktierten Gesetze (Französisch: La Terre recevant des empereurs Adrien et Justinien le code des lois romaines dictées par la Nature, la Justice et la Sagesse)                   |
| Charles Meynier, 1802–1803 |
| Deckenmalerei |
| 511 × 324 cm |
| Louvre, Paris. |
| |

| Napoleon Bonaparte als Erster Konsul (Französisch: Napoléon Bonaparte Premier Consul) (Charles Meynier) |
| Napoleon Bonaparte als Erster Konsul (Französisch: Napoléon Bonaparte Premier Consul)                   |
| Charles Meynier, 1804                                                                                   |
| Öl auf Leinwand                                                                                         |
| 225 × 1,60 cm                                                                                           |
| Museum der Stadt Brüssel                                                                                |
| |

| Marschall Ney, Herzog von Elchingen, Fürst von der Moskwa (Französisch: Le Maréchal Ney, duc d'Elchingen, prince de la Moskwa) (Charles Meynier) |
| Marschall Ney, Herzog von Elchingen, Fürst von der Moskwa (Französisch: Le Maréchal Ney, duc d'Elchingen, prince de la Moskwa)                   |
| Charles Meynier, 1805 |
| Öl auf Leinwand |
| 217 × 141 cm |
| Schloss Versailles |
| |

| Der Kardinal Fesch, Erzbischof von Lyon, Großkaplan des Kaiserreiches (Französisch: Le Cardinal Fesch, archevêque de Lyon, Grand aumônier de l'empire) (Charles Meynier) |
| Der Kardinal Fesch, Erzbischof von Lyon, Großkaplan des Kaiserreiches (Französisch: Le Cardinal Fesch, archevêque de Lyon, Grand aumônier de l'empire)                   |
| Charles Meynier, 1806 |
| Öl auf Leinwand |
| 219 × 149 cm |
| Schloss Versailles |
| |

| Die Soldaten des 76. Linienregiments, welche im Arsenal zu Innsbruck ihre Fahnen finden (Französisch: Les Soldats du 76 régiment de ligne, retrouvant leurs drapeaux dans l'arsenal d'Inspruck) (Charles Meynier) |
| Die Soldaten des 76. Linienregiments, welche im Arsenal zu Innsbruck ihre Fahnen finden (Französisch: Les Soldats du 76 régiment de ligne, retrouvant leurs drapeaux dans l'arsenal d'Inspruck)                   |
| Charles Meynier, 1808 |
| Öl auf Leinwand |
| 360 × 524 cm |
| Schloss Versailles |
| |

| Einzug Napoleons in Berlin, 27. Oktober 1806 (Französisch: Entrée de Napoléon à Berlin. 27 octobre 1806) (Charles Meynier) |
| Einzug Napoleons in Berlin, 27. Oktober 1806 (Französisch: Entrée de Napoléon à Berlin. 27 octobre 1806)                   |
| Charles Meynier, 1810 |
| Öl auf Leinwand |
| 330 × 493 cm |
| Schloss Versailles. |
| |

| Die Weisheit verteidigt die Jugend vor den Pfeilen der Liebe (Französisch: La sagesse préservant l'Adolescence des traits de amour) (Charles Meynier) |
| Die Weisheit verteidigt die Jugend vor den Pfeilen der Liebe (Französisch: La sagesse préservant l'Adolescence des traits de amour)                   |
| Charles Meynier, 1810 |
| Öl auf Leinwand |
| 242 × 206 cm |
| National Gallery of Canada |
| |

| Rückkehr Napoleons auf die Insel Lobau am 23. Mai nach der Schlacht bei Aspern (Französisch: Retour de Napoléon sur l'île de Lobau le 23 mai après la bataille d'Essling) (Charles Meynier) |
| Rückkehr Napoleons auf die Insel Lobau am 23. Mai nach der Schlacht bei Aspern (Französisch: Retour de Napoléon sur l'île de Lobau le 23 mai après la bataille d'Essling)                   |
| Charles Meynier, 1812 |
| Öl auf Leinwand |
| 390 × 441 cm |
| Schloss Versailles. |
| |